# Intention (Literatur)
Als Intention eines literarischen Werks bezeichnet man die Absicht, die mit bzw. in dem Werk verfolgt wird. Die Literaturtheorie unterscheidet wesentlich zwischen der intentio auctoris (der dem Verfasser eines Textes unterstellten Absicht) sowie der intentio operis (der Absicht des Textes selbst). Oft wird ferner auch die intentio lectoris, womit die Absicht des jeweiligen Lesers bezeichnet ist, in der Literaturtheorie berücksichtigt.

## Autorintention
Die Absicht des Verfassers ist häufig, den Leser auf etwas aufmerksam zu machen, den Leser zu etwas zu bewegen oder etwas zu vermitteln bzw. ihm etwas beizubringen. Oft ist die Absicht auch, Unterhaltung zu schaffen. Darüber hinaus wird der Begriff Intention im Hinblick auf den Autor zur Beschreibung einer Vielzahl weiterer Aspekte in dessen Schaffensprozess verwendet; teilweise wird dabei unterschieden zwischen „dem Motiv zu schreiben“ und „der Intention beim Schreiben“ – zwei gänzliche verschiedene, jedoch teilweise ineinandergreifende Aspekte.
Der Autor kann dabei verschiedene grundsätzliche Intentionen verfolgen:
- appellativ: Appell an den Leser (zum Beispiel Werbung mit der Intention, den Leser zum Kauf eines Produkts zu bewegen, oder ein Parteiprogramm einer Partei)
- informativ: Informationen für den Leser (= werteneutrale Texte wie Nachrichten, Presseberichte)
- expressiv: Expression (Ausdruck) des Autors: Ausdruck, der bei dem Leser bestimmte Gefühle erwecken soll, zum Beispiel Solidarität, Mitleid, Trauer, Freude (in Romanen oder epischen Texten)

Rekurriert wird auf die Autorintention auch im Kontext der Editionsphilologie, wenn es darum geht, die ursprüngliche Gestalt eines Textes zu etablieren bzw. zu rekonstruieren.
In den letzten Jahrzehnten hat das Interesse seitens der Literaturwissenschaft an der Intention des Autors stark nachgelassen und seine ursprüngliche Bedeutung verloren, nachdem Roland Barthes seine  Schrift über den Tod des Autors veröffentlichte und damit postulierte, dass der Autor aus literaturwissenschaftlicher Sicht als tot zu behandeln sei.
Eine Ausnahme in der neueren Literaturtheorie und -wissenschaft bildet jedoch der amerikanische Literaturwissenschaftler E. D. Hirsch, der seinen Begriff der Autorintention weiter entwickelte, so dass er auch Elemente einschließt, die logisch aus der ursprünglichen Absicht des Autors folgen. Hirsch sieht die Intention damit als Grundlage einer wissenschaftlich ausgerichteten Interpretation an, die ansonsten keine Kriterien mehr habe, richtige von unrichtigen Textdeutungen zu unterscheiden.
Der Begriff der Autor-Intention wird als regulative Idee auch in manchen Versionen der literaturwissenschaftlichen Hermeneutik für die Beurteilung von Interpretationen eines Werkes herangezogen. Dabei schließt dies jedoch weder aus, dass der Autor eines literarischen Textes seine (eigentlichen) Absichten nicht gut kannte oder sogar verkannte, noch dass er diese angemessen umsetzen konnte.
Hierbei lässt sich eine Analogie zum hermeneutischen Zirkel formulieren, der sogenannte „Fehlschluss der Intentionalität“ („intentional fallacy“). Dieser besagt, dass, wenn die Intention eines Autors in seinem Werk vollzogen wird, also im Werk realisiert ist, es ein Zirkelschluss ist, diese wiederum zur Interpretation eines Werkes heranzuziehen.
Seit den 70er Jahren wird die Intention als Grundlage der Textinterpretation auch durch den Poststrukturalismus insbesondere von Foucault und Derrida in Frage gestellt; die Idee des Ursprungs und der festen Bedeutung des literarischen Textes wird in diesen (literatur-)wissenschaftlichen Ansätzen ad absurdum geführt und bereits allein durch den performativen Aspekt der Sprache zu einem höchst problematischen Kriterium für die Textdeutung.

## Textintention
Die intentio operis ist die „Aufgabe“, die ein Buch hat. Beispielsweise hat ein Schulbuch die Aufgabe weiterzubilden, wohingegen ein Roman die Intention haben kann, zu unterhalten.

## Leserintention
Die Absicht des Lesers kann sehr unterschiedlich sein, wobei diese auch von der intentio operis abhängt. Wenn der Leser ein Schulbuch liest, will er sich in der Regel weiterbilden, liest er einen Roman, will er meist unterhalten werden.